# Alaria (algue)
Cet article concerne le genre d'algues brunes. Pour le genre de vers trématodes, voir Alaria (animal).
Genre
Synonymes
- Alaria[2]
- Musaefolia Stackhouse, 1809[3]
- Orgyia Stackhouse, 1816[3]
- Phasganon Ruprecht, 1850[3]
- Pleuropterum K.Miyabe & M.Nagai, 1932[3]
- Podopteris de la Pylaie, 1830[3]

Alaria est un genre d’algues brunes de la famille des Alariaceae.

## Liste d'espèces
Selon AlgaeBase (1 février 2019) :
- Alaria angusta Kjellman
- Alaria cordata Tilden
- Alaria costata Fallis (Sans vérification)
- Alaria crassifolia Kjellman
- Alaria crispa Kjellman
- Alaria elliptica Kjellman
- Alaria esculenta (Linnaeus) Greville (espèce type)
- Alaria flagellaris Strömfelt
- Alaria fragilis De A.Saunders
- Alaria longipes (Ruprecht) De Toni
- Alaria macrophylla Miyabe
- Alaria marginata Postels & Ruprecht
- Alaria membranifolia Strömfelt (Sans vérification)
- Alaria oblonga Kjellman
- Alaria ochotensis Yendo
- Alaria paradisea (Miyabe & Nagai) Widdowson
- Alaria praelonga Kjellman
- Alaria pylaiei (Bory) Greville
- Alaria remotifolia (De la Pylaie) Widdowson nom.prov. (Sans vérification)
- Alaria striata J.Agardh ineditae

Selon World Register of Marine Species (1 février 2019) :
- Alaria angusta Kjellman, 1889
- Alaria cordata Tilden, 1898
- Alaria costata Fallis
- Alaria crassifolia Kjellman, 1885
- Alaria crispa Kjellman, 1889
- Alaria dolichorachis
- Alaria elliptica Kjellman, 1883
- Alaria esculenta (Linnaeus) Greville, 1830
- Alaria flagellaris Strömfelt, 1886
- Alaria fragilis De A.Saunders, 1901
- Alaria longipes (Ruprecht) De Toni, 1895
- Alaria macrophylla Miyabe, 1902
- Alaria marginata Postels & Ruprecht, 1840
- Alaria membranifolia Strömfelt
- Alaria oblonga Kjellman, 1883
- Alaria ochotensis Yendo, 1919
- Alaria paradisea (Miyabe & Nagai) Widdowson, 1972
- Alaria praelonga Kjellman, 1889
- Alaria pylaiei (Bory de Saint-Vincent) Greville, 1830
- Alaria remotifolia (De la Pylaie) Widdowson nom.prov.
- Alaria striata J.Agardh ineditae